# Енок Аг'єї
Енок Атта Аг'єї (нід. Enock Atta Agyei, нар. 13 січня 2005, Брюссель, Бельгія) — бельгійський футболіст ганського походження, вінгер англійського клубу «Бернлі».

## Ігрова кар'єра

### Клубна
Енок Аг'єї є вихованцем клубної академії столичного «Андерлехта». У сезоні 2022/23 Аг'єї дебютував у другій команді «Андерлехта», що виступає у другому дивізіоні чемпіонату Бельгії.
Вже в січні 2023 року футболіст перейшов до клубу англійського Чемпіоншипа «Бернлі», з яким підписав контракт на чотири з половиною роки. Але до кінця сезону 2022/23 вінгер залишився в Бельгії, де на правах оренди гра за клуб «Мехелен». Влітку Аг'єї повернувся до «Бернлі» і 23 жовтня у матчі проти «Галл Сіті» дебютував у складі англійського клубу.

### Збірна
У 2022 році у складі юнацької збірної Бельгії (U-17) Енок Аг'єї брав участь у юнацькому чемпіонаті Європи в Ізраїлі. На турнірі футболіст зіграв три матчі.